# Departures ~당신에게 보내는 아이의 노래~
「Departures ~당신에게 보내는 사랑의 노래~」(Departures ～あなたにおくるアイの歌～)는 EGOIST의 1매째 싱글이다. 2011년 11월 30일에 애니플렉스로부터 발매되었다.

## 개요
초회 한정반에는 표제곡의 PV를 수록한 DVD가 수록되고 있다. 표제곡 「Departures ~당신에게 보내는 사랑의 노래~」는, 텔레비전 애니메이션 「길티 크라운」의 엔딩 테마로 기용되었다. 곡조는 기본적으로는 러브송이지만, 유즈리하 이노리의 등신대의 감정이 담기고 있어, 자켓에도 유즈리하 이노리가 나무 그늘에서 잠시 멈춰서 있는 모습이 그려져 있다.

## 수록곡
（전 작사·작곡·편곡:ryo）
1. Departures ~당신에게 보내는 사랑의 노래~(Departures ～あなたにおくるアイの歌～) [4:15]
  - 텔레비전 애니메이션 「길티 크라운」엔딩 테마
2. Euterpe [3:34]
3. Departures ~당신에게 보내는 사랑의 노래~（TV Edit） [1:35]
4. Departures ~당신에게 보내는 사랑의 노래~（BOOM BOOM SATELLITES Remix -meteoric rain-） [7:11]
5. Departures ~당신에게 보내는 사랑의 노래~（Instrumental）
6. Euterpe（Instrumental）
7. Departures ~당신에게 보내는 사랑의 노래~（TV Edit）（Instrumental）

DVD（초회 한정판만）
1. Departures ~당신에게 보내는 사랑의 노래~ Music Clip

## 수록 앨범
| 악곡                                     | 발매일          | 타이틀                                |
| ---------------------------------------- | --------------- | ------------------------------------- |
| Departures ~당신에게 보내는 사랑의 노래~ | 2012년 9월 19일 | Extra terrestrial Biological Entities |